# Brigitte Rosset
Pour les articles homonymes, voir Rosset.
Brigitte Rosset, née le 28 avril 1970 à Genève, est une humoriste et une comédienne suisse.

## Biographie
Brigitte Rosset naît le 28 avril 1970 à Genève, en Suisse. Benjamine d'une fratrie de quatre enfants, elle grandit en vieille-ville de Genève.
Son père, André, ancien directeur de l'antenne genevoise des grands magasins Jelmoli puis propriétaire de pharmacies, quitte le foyer familial quand Brigitte Rosset a 14 ans. Sa mère, Catherine, est issue de la bourgeoisie genevoise,. 
Après l'école de commerce, elle rencontre notamment Laurent Nicolet et Philippe Cohen en 1988 et se consacre au théâtre. Georges Wod l'engage en 1990 pour jouer un petit rôle dans Henri IV, en tournée en Russie et au Vietnam, alors qu'elle est étudiante en Lettres, et non comédienne professionnelle,. Elle étudie à l'École supérieure d'art dramatique de Genève de 1990 à 1993.
Elle est divorcée du comédien et metteur en scène Gaspard Boesch. Ils ont trois enfants.

## Spectacles
- 2001 : Voyage au bout de la noce[1], mis en scène par Philippe Cohen[3]
- 2009 : Suite matrimoniale (avec vue sur la mère)[6]
- 2011 : Smarties, Kleenex et Canada Dry[7]
- 2015 : Tiguidou, mise en scène de Jean-Luc Barbezat[8]
- 2017 : Carte blanche[9]
- 2018 : Les amis : misères et splendeur du sentiment amical, avec Frédéric Recrosio[1]
- 2025 : Merci pour le couteau à poisson, les conversations et les délices au jambon[4],[10]

## Théâtre
- 2013 : On ne paie pas, on ne paie pas ! de Dario Fo, mise en scène de Joan Mompart[11]
- 2017 : La locandiera de Carlo Goldoni, avec Christian Scheidt, à Troinex[12]

## Distinctions
- 2012 : prix de l'humour de la Société suisse des auteurs[5]
- 2015 : prix suisse du théâtre (actrice exceptionnelle)[13]
- 2025 : prix de la Société suisse des auteurs[3]